# Malmberget
För andra betydelser, se Malmberget (olika betydelser).
Malmberget (finska och meänkieli: Malmivaara; lulesamiska: Málmmavárre) är en tätort i Malmbergets distrikt (Gällivare socken) i Gällivare kommun som är beläget cirka fyra kilometer norr om Gällivare och cirka tre kilometer sydväst om Koskullskulle. Orten präglas av malmbrytning och har, på grund av den ökade risken för ras, evakuerats och jämnats med marken. Invånarna har tvingats flytta. Utvalda villor och historiska byggnader har flyttats till annan plats i kommunen. Nya bostadsområden har gjort plats för Malmbergets invånare i både Gällivare och Koskullskulle tätorter.
Endast ett fåtal bostadsområden finns kvar i tätortens ytterområden. I före detta centrum har man låtit upprätta minnesmärken. 

## Historik

### Namnet
Berget Illuvare (lulesamiska: Jiellevárre) kom sedermera att kallas Gällivare malmberg och därefter bara Malmberget. Namnet Malmivaara är en direkt översättning till finska av det svenska namnet på orten.

### Malmfyndigheten
Järnmalmsfyndigheten i Gällivare upptäcktes troligen på 1690-talet av Per Andersson från Prästholm i Råneå socken. Det skulle dock dröja till 1704 innan fyndigheten på Illuvare, som berget kallades, för första gången omnämndes i ett dokument, närmare bestämt en bergmästarrelation. Att upptäckaren var Per Andersson fastslogs vid bergstinget i Råneå den 28 april 1741. Eftersom denne då var avliden beslutades det att hans två efterlevande söner var berättigade till hittelön.
Den första provbrytningen i Gällivare genomfördes 1735 av kapten Carl Johan Thingwall, som inlämnade prover till bergmästaren Seger Svanberg och erhöll mutsedel. Thingwall fick också ett privilegium för en masugn och två hamrar, men då han själv saknade pengar för att bygga upp någon verksamhet sålde han 1738 privilegiet till konstmästaren Abraham Steinholtz. Två år senare tog Jonas Meldercreutz kontakt med Steinholtz och blev medintressent i bolaget. Meldercreutz och Steinholtz anlade tillsammans Meldersteins bruk vid Bjurån strax uppströms utloppet i Råneälven. År 1741 kom verksamheten vid hammaren igång. Då fanns emellertid ännu ingen masugn där malmen från Gällivare kunde smältas, utan tackjärn köptes från Mellansverige. Under tiden byggdes en masugn i Strömsund, några kilometer nordost om Råneälvens utlopp i Bottenviken. Masugnen i Strömsund togs i bruk 1745. Malmtransporterna från Malmberget till masugnen i Strömsund och vidare till Meldersteins bruk var dock både omständliga och kostsamma. Samer anlitades för att transportera malmen med ren och ackja de tio milen från gruvorna till lappmarksgränsen, där bönder tog över och forslade malmen vidare sex mil med häst till masugnen i Strömsund. Enligt andra uppgifter skedde omlastningen vid Degerselet i Råneälven. Oavsett vilket gjorde transporterna att det blev mycket dyrt att utnyttja malmen från Malmberget. Området som Thingwall mutade in döptes omsider till Tingvallskulle.
Bergsrådet Samuel Gustaf Hermelin förvärvade 1799 Meldersteins bruk och försökte utveckla verksamheten genom att tillföra ytterligare bruk och skogsområden till bolaget, som nu kallades för Gällivareverken. På 1820-talet förvärvades hela brukskomplexet av Karl XIV Johan, men de bestående transportproblemen gjorde att brytningen i Malmberget förblev liten. År 1855 såldes Gällivareverken till ett svensk-norskt konsortium. År 1864 övergick ägandet till det nybildade engelska bolaget The Gellivara Company Limited. Det var under denna tid som byggandet av den så kallade Engelska kanalen i Luleälven inleddes för att underlätta malmtransporterna. Projektet avstannade emellertid när bolaget gick i konkurs 1867. Det efterträddes av The New Gellivara Company Limited, som i sin tur trädde i likvidation 1882. De norrbottniska tillgångarna övertogs samma år av ett nybildat svenskt bolag, Gällivare Aktiebolag. Detta efterträddes 1891 av Gellivare malmfält. Det företaget bildades av Carl Otto Bergman tillsammans med konsul Gustaf Emil Broms. AB Gellivare Malmfält kom att äga järnmalmsfyndigheterna i såväl Malmberget som Luossavaara-Kiirunavaara. Under några år arbetade Bergman i ledningen för bolaget, samt inmutade andra malm- och mineralfyndigheter inom lappmarkerna.
Det engelska bolaget hade även påbörjat anläggandet av en järnväg till Luleå, men inte förrän denna inlösts av svenska staten färdigställdes Malmbanan 1891. Först då kunde malmbrytningen i Gällivare utvecklas till fullo. Det första malmtåget lastades år 1888 - det var början på den stora malmruschen som skulle komma att förändra hela Malmfälten.
Under Malmbergets första år bodde arbetarna i träkojor som spikats ihop av kasserade dynamitlådor. En rekonstruktion av delar av denna bebyggelse gjordes till Malmbergets 100-årsjubileum 1988.

### Malmbanan kommer

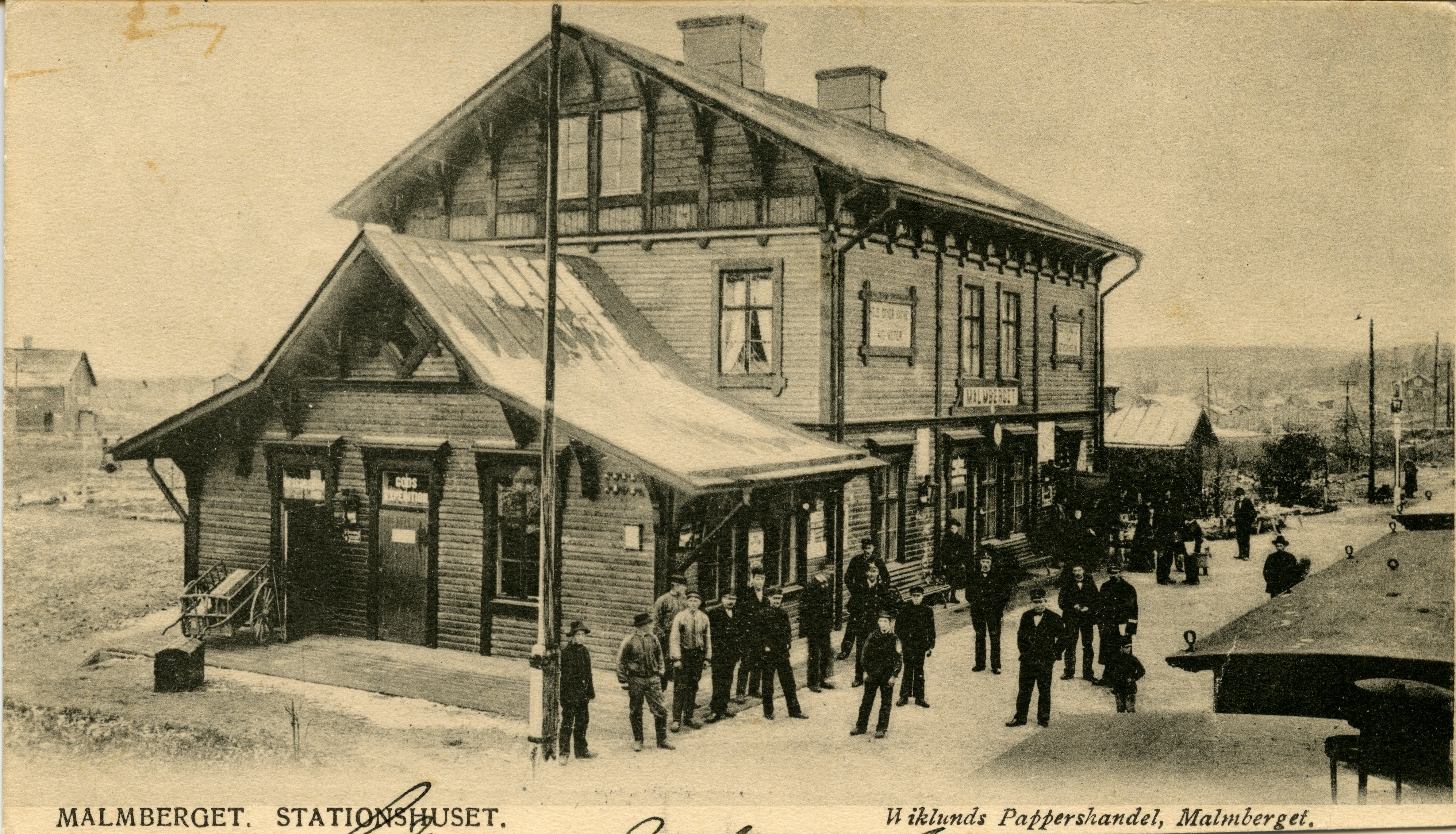
Malmbergets stationshus 1904.

Bygget av Malmbanan föregicks av en lång nationell diskussion om järnvägens utsträckning och hur den skulle sammanbindas med stambanorna. I Norrbotten framtogs två förslag: endera skulle banan gå mellan Ofoten och Bottenviken, eller endast mellan Gällivare malmberg och Bottenviken. Eftersom man i England hade intresse för malmens fosfor ville engelsmännen komma åt malmkropparna i Kaptenslagret. 1879 sökte därför några engelska finansiärer koncession för en järnväg mellan Gällivare och Luleå, som skulle sammanbindas med stambanan i Boden, men Arvid Posses ministär sade nej till förslaget. Några år senare sökte Robert Schough, en av männen bakom det blivande LKAB, och överläkaren Alrik Ljunggren koncession för en järnväg mellan malmfälten, Siknäs och Haparanda, men även dessa fick nej. Ljunggren sökte då själv koncession för en banan mellan Ofoten, malmfälten och Luleå och fick den 8 december 1882 ja till förslaget. Ljunggren överlät koncessionen på det engelska bolaget Wilkinsson & Jarvis Co Ltd, som kort därpå bildade bolaget The Northern of Europe Railway Co Ltd. Bolaget bytte omsider namn till The Swedish and Norwegian Railway Co Ltd, som i december 1883 slöt avtal med Gellivare AB. På grund av ekonomiska problem kom inte järnvägsbygget igång ordentligt förrän 1886 och den 16 december 1887 anlände det första tåget till Gällivare. Den 1 mars 1888 nådde så järnvägen Malmberget.
För att stabilisera företagets ekonomi började The Swedish and Norwegian Railway Co Ltd exportera malm och kom därvid att fungera som ett gruvbolag i Malmberget. Svenska staten vägrade dock att godkänna järnvägen för trafik och i oktober 1888 upplöstes Wilkinsson and Jarvis Co Ltd. Den 24 juli övertog Statens järnvägar (SJ) järnvägen, som rustades upp och trafikerades. 1892–1893 byggde AB Gellivare Malmfält (AGM) ett stickspår från Malmbergets järnvägsstation till brytplatsen Tingvallskulle och 1895 gjordes ett stickspår från järnvägsstationen till gruvorna i Hermelin, Baron och Välkomma. Järnvägen ledde till en stor effektivisering av gruvbrytningen; de treaxliga engelska järnvägsvagnarna kunde frakta 25 tons last vardera och både vagnar och ånglok hade tryckluftsbromsar, vilket var unikt för Sverige. Redan under det första året bröts 20 000 ton malm och 1894 bröts över 500 000 ton. På 1910-talet elektrifierades järnvägen och på 1930-talet utvecklades den så kallade Malmbergsvagnen, som kunde frakta upp till 25 ton last.
I och med att gruvbrytningen på 1950-talet nådde 300 meter under jord och gruvmynningarna flyttades närmare  Vitåfors, förlorade järnvägen till Malmberget sitt syfte. Järnvägsstationen och bangårdarna lades ner och 1963 stängdes järnvägen. Under 1960-talets samhällsomvandling avvecklades järnvägsområdet och blev istället centrum för gymnasieskola, ishall, badhus och sporthall. Det finns en järnväg från Gällivare till Vitåfors där malmen transporteras idag.

### Kåkstaden
Huvudartikel: Kåkstan

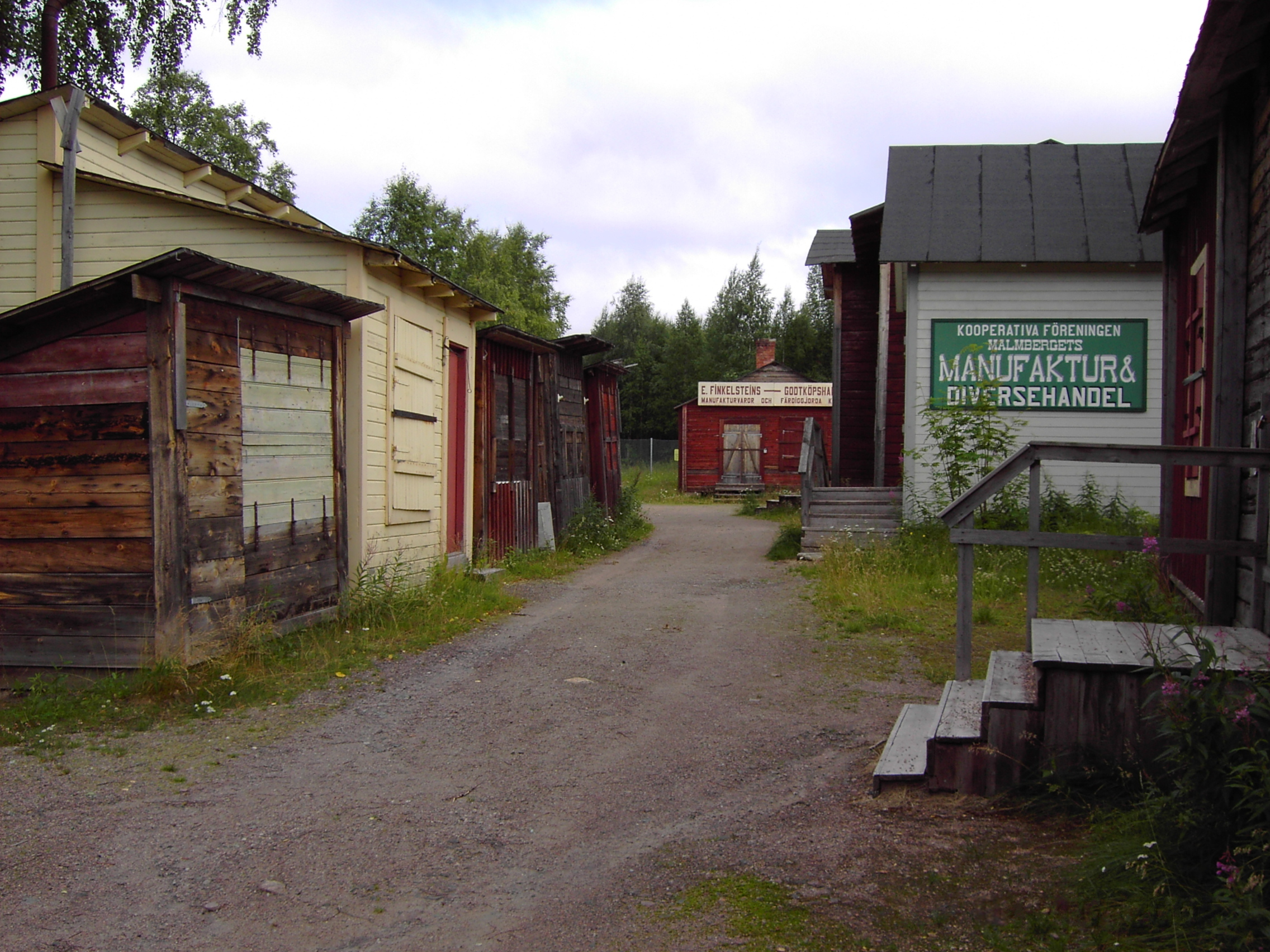
Museet Kåkstan från 1988 är en rekonstruktion av 1800-talets bebyggelse i Malmberget.

I och med att järnvägen ledde till ökad produktivitet krävdes fast arbetskraft i Malmberget och det var just engelsmännen inom järnvägsbolaget som uppförde de första arbetarbostäderna på platsen 1888. Dessa kåkar kallades "engelska barackerna" och var byggda av gamla slipers från järnvägsarbetet. Allt eftersom tillkom förrådsbyggnader runt järnvägsstationen och en storsmedja vid Kaptensgruvans västra mynning. Därefter uppfördes det första gruvkontoret, några dynamitförråd och litet senare tillkom större bebyggelse i Johannes och Hermelin. Arbetarna ökade kraftigt i antal vid sekelskiftet och när järnvägsbolaget gjorde konkurs avstannade bebyggelsen helt och kom inte igång igen förrän på 1890-talet, då AGM började bygga egna arbetarbaracker. Trots att bostäderna endast räckte till en tredjedel av arbetarna igångsattes byggandet av affärer och allmänna lokaler; exempelvis uppfördes mötesplatser för IOGT och Verdandi, Disponentbostaden, ett nytt gruvkontor, ett epidemisjukhus och två folkskolor, Hermelinsskolan och Kaptensskolan. 1896 byggdes Folkets hus i korsningen Kaptensvägen-Hertiggatan.
På det så kallade Salutorget låg serviceställen såsom Skara-Lasses livsmedel, Kråkslottets Ölservering, Malmbergets Kooperativa Handelsförening, Norrbottens nyheters expedition, Baptistkyrkan, Frälsningsarméns slutliga lokal, Folkets hus, det stora Wennerströmska huset, som inrymde bankkontor, manufaktur och livsmedelsbutik. I anslutning till Salutorget låg Västerlånggatan, som blev "kåkstadens" affärscentra och hälften av de 40-talet serviceställena i Malmberget låg inom 200 meter från järnvägsstationen. I närheten av Västerlånggatan låg Gällivarevägen, där bland annat IOGT, Kafé Tysta Marie, Engströms Skrädderi, "Basar-basens kåk" och apoteket låg. Ovan Västerlånggatan byggdes det gamla området Kilen (sedermera flyttat), som bland annat inrymde Hotell Örn, Skölds bryggeri, Finkelsteins klädbod, mjölkhandlare Ko-Sven, telestationen samt gruvkapellet med bibliotek och läsningssal.
Även om 1800-talets arbetarbostäder i Kåkstan, som bebyggelsen kom att kallas, var enkla träkåkar eller jordkojor, var "kåkstaden" i regel ett välbärgat samhälle och de goda ekonomierna var ett resultat av gruvans ökade effektivitet.

### Stadsplanering
Eftersom de gamla arbetarbostäderna byggts oorganiserat och utan hänsyn till avloppssystem eller brandfara fick ingenjören Henrik Wennerström den 14 november 1894 länsstyrelsens uppdrag att rita Malmbergets första stadsplan. Wennerström ritade planen i ett rutnätssystem med alla gator räta, endast Polhemsgatan gick i sned riktning. Rakt genom samhället gick den 52 meter breda Kungsallén som band samman Kaptenslagret och Välkommagruvorna. Gatorna byggdes generellt mycket breda; Kyrkallén var 34 meter bred, Hermelinsallén 55 meter bred och övriga gator 18 meter breda. Staden byggdes dels intill järnvägsspåret, dels invid ett bäckflöde som underlättade de sanitära problemen. Den sammanlagda arealen för stadsplanläggningen upptog 1 098 866 kvadratmeter, varav 548 572 kvadratmeter för tomtmark och kvarter. Inom arealen låg även en stor myr som upptog över en fjärdedel av Wennerströms utvecklingsområde, vilket kom att utgöra stora problem i framtiden.
Innan stadsplanen hann godkännas krävde AB Gellivare Malmfält (AGM) att arrendera en stor del av östra delen av planeringsarealen samt ett mindre parti vid järnvägsstationen, sammanlagt omfattande 145 192 hektar, men efter långa förhandlingar drog AGM tillbaka sina krav den 29 maj 1897. AGM krävde fortfarande den del av västra området som bolaget tänkte använda som upplagsplats för varpmalm från Hermelinsstollen. Stadsplanen färdigställdes i januari 1898 och hela det planerade området beräknades kunna inrymma 12 000 invånare. I detta utkast hade gatorna ritats om så att Kyrkoallén och Kungsallén var 60 meter breda vardera, medan övriga gator var mellan 18 och 20 meter breda.
SJ krävde dock att stadens gränser mot järnvägsområdet skulle förändras och på grund av de många konflikterna upptogs frågan i riksdagen 1898. Den Wennerströmska stadsplanen godkändes slutligen den 11 augusti 1899 efter att en överenskommelse fattats med AGM, genom vilken gruvbolaget fick arrendera 619 784 hektar av området. Den 11 augusti 1908 beslutades även att Wennerströms stadsplan skulle användas för det nyinrättade municipalsamhället. Det kom dock att visa sig att den stora myren som gränsade till samhället inte gick att exploatera med dåtidens maskiner. Detta ledde till att redan i slutet av 1920-talet var nästan all tomtmark upptagen, trots att ett 40-tal kvarter på myren stod tomma. Enda lösningen var att be gruvbolaget om mer tomtmark, vilket bolaget nekade till. 1932 fattades en ny överenskommelse där municipalfullmäktige lyckades arrendera några mindre områden i öst och väst.
1930 fick länsarkitekt Eberhard Lovén i uppdrag att göra en ny stadsplan, som i princip följde Wennerströms rutnätssystem. Lovén skapade fler tomter genom att minska bredden på gatorna och reglerade flera onödigt stora öppna platser. Den nya, tydligt avlånga, stadsplanen godkändes 1931 och det nya centrumet placerades i korsningen Gällivarevägen-Kaptensvägen. Till följd av den kraftiga befolkningsökningen på 1950- och 1960-talen tvingades en ny stadsplan fram och LKAB började i större utsträckning uppföra bostadsområden, bland annat på Johannes, Hermelin och sedan 1947 på Kilen. Den nya stadsplanen framtagen av S-G Holm färdigställdes 1951 och det är från denna tid som det moderna Malmberget tog sin form genom ett nytt köpcentrum, moderna hyreshus och uppförandet av Focushuset i korsningen Järnvägsgatan-Kaptensgatan.
I samband med stadsomvandlingen på 1950-talet framgick att den så kallade Kaptensmalmen fortsatte in under samhället och under en generalplanskonferens i Gällivare i mars 1956 tillkännagavs att området runt Kaptensvägen med säkerhet skulle komma att påverkas. LKAB informerade länsstyrelsen att sprickor i bergväggarna skulle leda till rasrisk för området och att omkring 350 lägenheter behövde flyttas, så även kyrkan, Folkets hus (sedermera Nordan) och Centralskolan. 1955 började LKAB bygga bostäder i det område idag är Malmsta, som förbands med resten av samhället genom Bergmansgatan och Kaptensvägen. Åren 1956–1957 tillkom området Ormkullen på Malmsta och med hjälp av modern teknik kunde den stora myren exploateras och på den byggdes det så kallade Elevhemsområdet.
År 1962 avvecklades järnvägen och järnvägsområdet för att ersättas med en industrijärnväg till gruvindustriområdet Vitafors vid Koskullskulle, och på platsen uppfördes Sporthallen, gymnasieskolan Välkommaskolan, busscentralen och ett friluftsområde.

### Gruvförorter
I anslutning till Malmberget uppfördes på 1800- och 1900-talen tre större gruvsamhällen; Tingvallskulle, Dennewitz och Vitåfors, vilka samtliga demolerades. Samhället i Tingvallskulle uppstod i och med att ett sovringsverk byggdes där 1911 och tretton lägenheter för arbetarna byggdes. Tingvallskulle hade via malmbanan järnvägskontakt med Malmberget och fick på 1930-talet egen busslinje. Sovringsverket stängdes 1939 och platsen övergavs. Dennewitz, belägen omkring tre kilometer utanför Malmberget, uppstod på 1800-talet och ett hundratal bostäder byggdes mellan 1907 och 1908. Samhället hade egen skola och egen mataffär. På grund av rasrisk övergavs området 1968 och alla byggnader revs. I Vitåfors, beläget cirka fem kilometer utanför Malmberget, byggdes ett anrikningsverk 1914 och 24 lägenheter byggdes för arbetarna. De sista invånarna lämnade platsen 1964 och Vitåfors gjordes om till ett industriområde.

### Administrativ historik
Malmberget var och är beläget i Gällivare socken och ingick efter kommunreformen 1862 i Gällivare landskommun. I denna inrättades för orten 23 september 1908 Malmbergets municipalsamhälle, vilket sedan upplöstes 31 december 1959.

### Befolkningsutveckling
| Befolkningsutvecklingen i Malmberget/Malmberget västra 1900–2020 | Befolkningsutvecklingen i Malmberget/Malmberget västra 1900–2020 | Befolkningsutvecklingen i Malmberget/Malmberget västra 1900–2020 | Befolkningsutvecklingen i Malmberget/Malmberget västra 1900–2020 | Befolkningsutvecklingen i Malmberget/Malmberget västra 1900–2020 |
| --- | ---------------------------------------------------------------- | ---------------------------------------------------------------- | ---------------------------------------------------------------- | ---------------------------------------------------------------- |
| |                                                                  |                                                                  |                                                                  |                                                                  |
| År |                                                                  |                                                                  | Folkmängd                                                        | Areal (ha)                                                       |
| 1900 | 1900                                                             |                                                                  | 5 320                                                            | †                                                                |
| 1960 | 1960                                                             |                                                                  | 9 053                                                            | 356                                                              |
| 1965 | 1965                                                             |                                                                  | 10 593                                                           | 374                                                              |
| 1970 | 1970                                                             |                                                                  | 10 315                                                           | 374                                                              |
| 1975 | 1975                                                             |                                                                  | 10 239                                                           | 460                                                              |
| 1980 | 1980                                                             |                                                                  | 10 428                                                           | 730                                                              |
| 1990 | 1990                                                             |                                                                  | 8 358                                                            | 738                                                              |
| 1995 | 1995                                                             |                                                                  | 7 412                                                            | 742                                                              |
| 2000 | 2000                                                             |                                                                  | 6 555                                                            | 742                                                              |
| 2005 | 2005                                                             |                                                                  | 6 017                                                            | 745                                                              |
| 2010 | 2010                                                             |                                                                  | 5 590                                                            | 739                                                              |
| 2015 | 2015                                                             |                                                                  | 1 757                                                            | 188                                                              |
| 2020 | 2020                                                             |                                                                  | 927                                                              | 127                                                              |
| Anm.: 2015 ändrades tätortsgränserna så södra delen räknas till tätorten Gällivare och östra delen avgränsas till en separat tätort benämnd Malmberget östra † Som köpingsliknande samhälle 1900. |                                                                  |                                                                  |                                                                  |                                                                  |

## Stadsbild

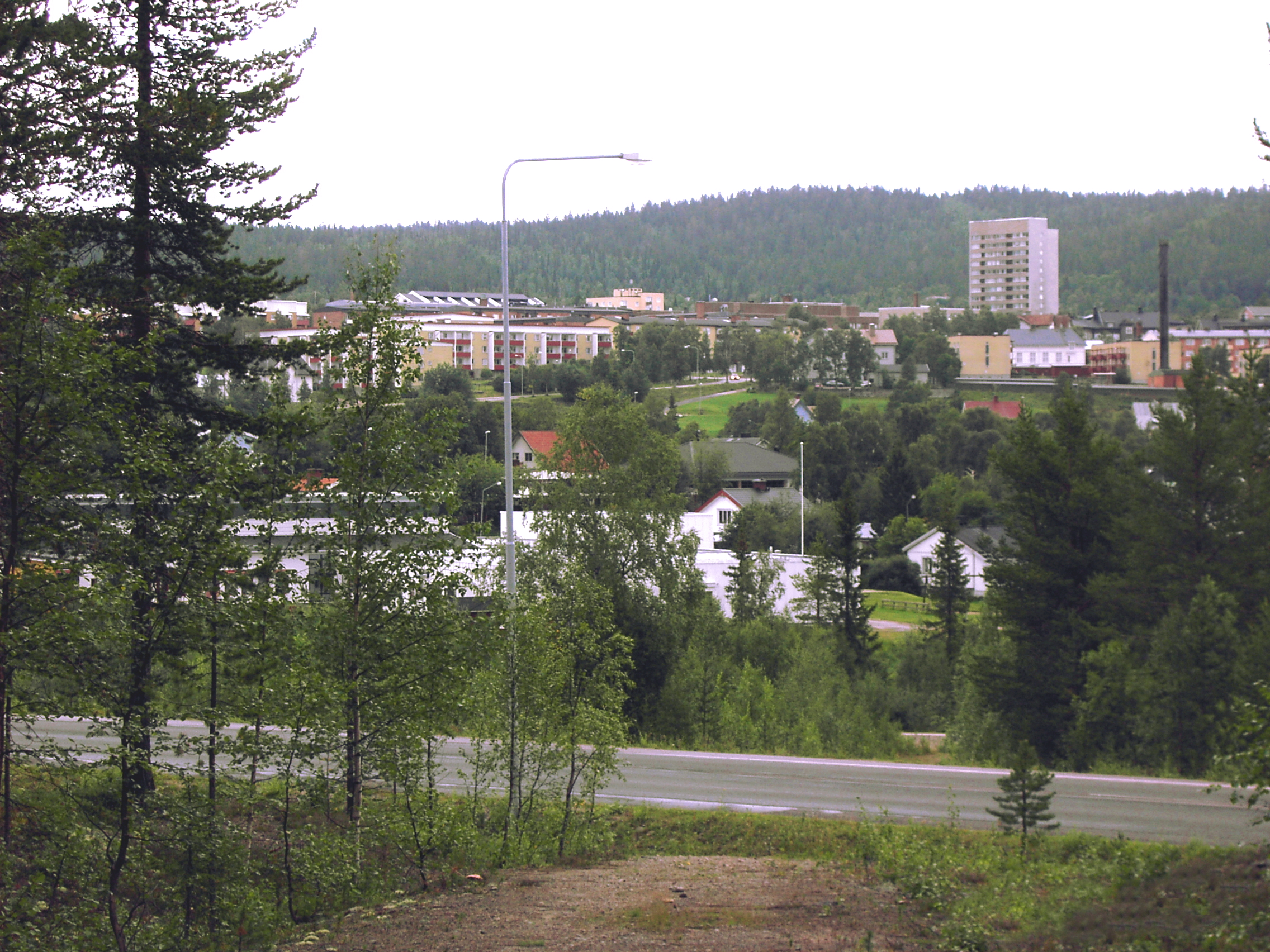
Vy över en del av centrala Malmberget (2005) med det 13 våningar höga Focushuset från 1962.

Kaptensgropen, inklusive Fabiangropen, delar tätorten i två delar. Gropen bildades 1971, då LKAB av säkerhetsskäl sprängde de gruvorter som fanns under Kaptensgruvans dagbrott. 
I Malmberget bor cirka 5 000 personer mindre än en kilometer från gruvan.[källa behövs] Rekommendationer från Räddningsverket och Boverket är att de boende flyttas från området. Länsstyrelsen i Norrbotten kräver ett skyddsavstånd och vill att alla som bor inom en radie av 500 meter från gruvan ska flyttas bort därifrån. LKAB däremot vill låta folk bo kvar i området ytterligare ett par decennier.
Mer och mer av samhället hamnar varje år innanför rasriskområdet. Flera hundra lägenheter har rivits under de senaste[när?] åren; bland annat bostadsområden som Bäckåsen, Tallbacka och punkthusen i södra delen av tätorten. 

### Stadsdelar[54]
- Centrum (rivs)
- Johannes i Bolagsområdet (flyttat/flyttas/rivs)
- Hermelin i Bolagsområdet (flyttat/flyttas)
- Mosebacke (lämnas kvar)
- Tallbacka (lämnas kvar)
- Bäckenområdet
- Elevhemsområdet (rivet)
- Kilen (rivet[55])
- Puoitak i Bolagsområdet (flyttat/flyttas/rivs)
- Finnstan (riven)
- Järnvägsområdet (rivs)
- Malmsta i Malmberget östra (delvis kvar)

### Bebyggelse

Flygfoto över Malmberget, taget 1962 eller 1963 (Fokushuset som stod färdigt 1962 finns med på bilden och järnvägen som togs ur drift 1963 är i drift på bilden). På bilden syns några av de gropar som bildats i samband med gruvbrytningen.

Bebyggelse (bland annat de två biograferna Nordan och Roxy) och vägar i centrala Malmberget har rivits på grund av rasrisken. Det stängselinhägnade rasriskområdet har successivt utökats, och som en följd av rasrisken flyttades år 1974 Allhelgonakyrkan från Kaptensvägen mitt i nuvarande Gropen. Kyrkan är ritad av Hakon Ahlberg och byggdes 1944. I kyrkan finns glasmålningar av konstnären Einar Forseth.

### Flytt av kulturhus till Koskullskulle
Åren 2017–2018 har ett 30-tal bostadshus flyttats som tungtransporter med lastbil omkring sju kilometer från Malmberget till området Solbacken i Koskullskulle. Husen är över 100 år gamla och gediget byggda, vanligtvis i timmer, och de kännetecknas av mycket snickarglädje. Flytten av husen gjordes i tre etapper. Att husen skulle bevaras, och att miljön kring dem skulle återskapas så mycket som möjligt, var ett krav från Länsstyrelsen i Norrbottens län. Det finns ett samarbetsavtal mellan Gällivare kommun och LKAB där det är bestämt att ett antal av kulturbyggnaderna ska bevaras. Ett skäl var också att man ville också kunna erbjuda äldre lägenheter med lägre hyra till dem som måste flytta på grund av gruvbrytningen i Malmberget. En fin, lummig miljö har skapats i området.

### Avvecklingsplan för Malmberget
År 2017 lade LKAB fram en avvecklingsplan för Malmberget i enlighet med en deldom från Mark- och miljödomstolen vid Umeå tingsrätt 2015-05-19. Deldomen hade föreskrivit en sådan plan som ett villkor för gruvverksamheten i Malmberget.
År 2022 lade LKAB fram en uppdaterad avvecklingsplan för Malmberget.
Den avveckling som LKAB har åtagit sig innebär att orten Malmberget flyttas till Gällivare. Den orten förtätas och byggs om. Flytten från Malmberget till Gällivare beräknas vara slutförd 2032.

## Bankväsende
Malmbergets sparbank grundades 1944 som en av Sveriges sista nybildade sparbanker. Den uppgick redan 1964 i Luleå sparbank som senare blev en del av Föreningssparbanken. År 2002 köptes Föreningssparbankens kontor i Gällivare kommun av Sparbanken Nord. Denna bank lade ner kontoret i Malmberget på 2010-talet.
Norrbottens enskilda bank öppnade ett kontor i Malmberget den 1 februari 1899. Denna bank övertogs år 1903 av Härnösands enskilda bank som med tiden blev en del av Svenska Handelsbanken. Under en period hade även Skandinaviska banken ett kontor i Malmberget, men det lade ner mot slutet av 1980-talet. Handelsbanken lade ner runt millennieskiftet.

## Utbildning och kultur
I Malmberget låg Gällivare kommuns gymnasieskola, Välkommaskolan, som sedan 2010 var en del av Lapplands gymnasium. Under läsåret 2015/2016 hade skolan cirka 560 elever och kring 70 lärare och personal. Inom gymnasieskolan finns även det egna skidgymnasiet. Från skolåret 2020/2021 är gymnasieskolan lokaliserad till Kunskapshuset i Gällivares centrum.
I Malmberget fanns tidigare även distanshögskolan Kunskapsgruvan, som utgjorde Gällivare lärcentra, en del av Lapplands lärcentra vuxenutbildning, vilken liksom gymnasieskolan drivs av Lapplands kommunalförbund. Den flyttade hösten 2020 till Kunskapshuset i Gällivare centrum.
I samhället fanns till 2018 också LKAB:s gruvmuseum, där  gruvbrytningens historia, från malmens upptäckt fram till våra dagar, visades. På museet fanns också en unik mineralsamling och fotoutställning. Museet stängdes i samband med Samhällsomvandlingen av Malmberget, i avsikt att senare återuppstå i nya lokaler.

## Föreningsliv
Malmbergets största idrottsförening heter Malmbergets Allmänna Idrottsförening (MAIF). Föreningens färger är grönt och vitt. Verksamhet bedrivs inom bland annat ishockey, fotboll, handboll, styrkelyftning, tyngdlyftning och längdskidor.

## Kända personer från Malmberget
- Kurt Andersson, fotboll-, bandy- och ishockeyspelare [65]
- Lina Andersson, längdskidåkare
- Isac Lundeström, ishockeyspelare
- Axel Sandin Pellikka, ishockeyspelare
- Folke Asplund, skådespelare
- Rolf Bengtsson, skådespelare
- Göran Forsmark, skådespelare
- Hilding Hagberg, politiker
- Björn-Erik Höijer, författare
- Harry Isaksson, strejkledare
- Bo Johansson, finansman
- Stig Järrel, skådespelare
- Joachim Karlsson, fotbollsspelare
- Svante Lindqvist, författare och musiker (J.P. Nyströms)
- Berto Marklund, skulptör och konstnär
- Bo Nilsson, kompositör (född i Skellefteå, bosatt i Malmberget)
- Erik Niva, sportjournalist
- Dorcas Norre, kompositör
- Åsa Regnér, statsråd
- Thomas Östros, statsråd
- Britt-Inger Johansson, konsthistoriker